# Ogooué-Maritime
Ogooué-Maritime ist eine Provinz Gabuns mit der Hauptstadt Port-Gentil.

## Geographie
Die Provinz liegt im Westen des Landes und grenzt im Norden an die Provinz Estuaire, im Süden an die Provinz Nyanga, im Westen an den Atlantik, im Nordosten an die Provinz Moyen-Ogooué und im Südosten an die Provinz Ngounié.
Ogouué-Maritime gliedert sich in die Departements Bendje, Etimboué und Ndougou.